# Claire Windsor

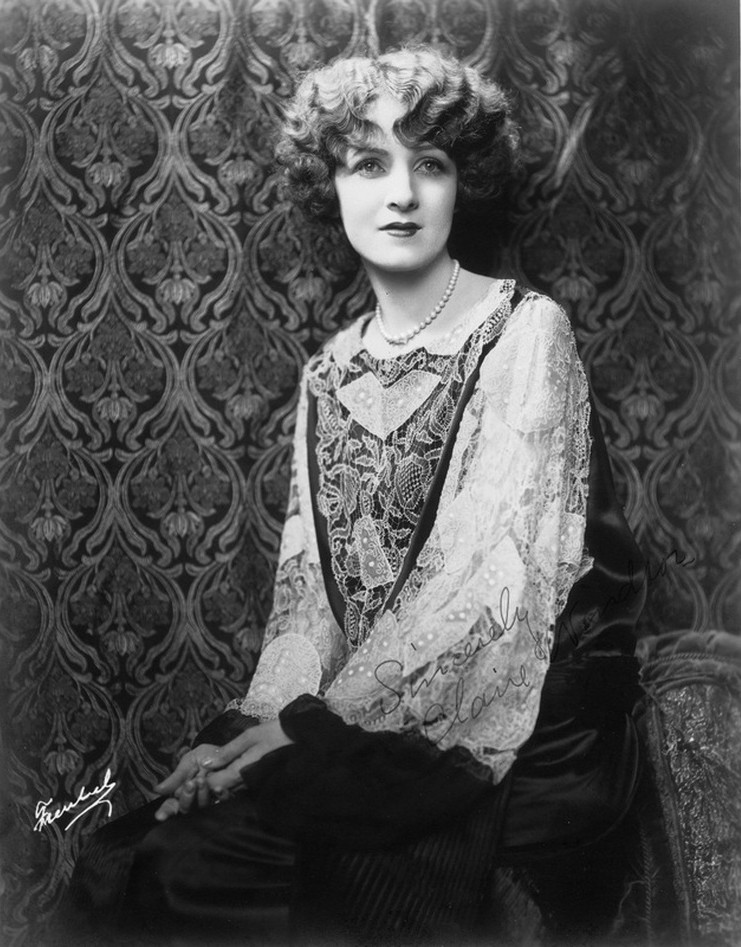

Claire Windsor, geboren als Clara Viola Cronk (Cawker City, 14 april 1892 - Los Angeles, 24 oktober 1972) was een Amerikaans actrice.

## Biografie
Windsor werd geboren in Cawker City en trouwde al op jonge leeftijd, op 13 mei 1914. Ze trouwde met Willis Bowes en kreeg een zoon met hem, voordat ze van hem scheidde op 14 september 1920. Windsor verhuisde hierna naar Seattle waar ze een schoonheidswedstrijd won.
Wegens advies van een vriend, verhuisde Windsor vervolgens naar Hollywood. Ze kreeg in eerste instantie slechts figurantenrollen, maar werd al gauw opgemerkt door Lois Weber, een hoogstaande regisseuse en producente van Paramount Pictures. Vervolgens kreeg ze een rol in haar film The Blot (1921).
Toch kwam haar doorbraak al in 1920, toen ze te zien was in To Please One Woman. Paramount Pictures zag een ster in Windsor, dus om haar bekender te maken, lieten ze haar vaak poseren voor foto's met Charlie Chaplin. Ze kreeg nog meer publiciteit toen ze, naast Bessie Love, Lila Lee, Mary Philbin en Colleen Moore, werd uitgeroepen tot een van de WAMPAS Baby Stars van 1922. Hetzelfde jaar kreeg Windsor een contract bij Goldwyn Pictures Corporation.
In 1923 nam ze de sterrennaam Claire Windsor aan. Door haar carrière heen, werd haar bijna altijd de hoofdrol in een film aangeboden. Ze werd vaak gecast als een prinses of de sociale vrouw. Ook werd ze opgemerkt door haar modebewuste kleding.
Windsor kreeg meer dan eens relaties met haar collega's. Zo had ze een affaire met Charles "Buddy" Rogers en trouwde ze in 1925 met Bert Lytell. Aan het huwelijk kwam in 1927 echter al een einde. Ze trouwde nooit weer, maar kwam nog wel meerdere keren in de nieuwsbladen voor haar affaires of schandalen.
Aan het einde van de jaren '20, had Windsor last met de overgang naar de geluidsfilm. Ze maakte wel verscheidene geluidsfilms, maar werd nooit meer zo populair als dat ze was in de tijd van de stomme film. Haar rol in de bekende film Topper was bijvoorbeeld erg klein. Ze ging al snel met pensioen en werd een schilder.
Windsor stierf in 1972 aan een hartaanval.